# 大相撲令和5年3月場所
大相撲令和5年3月場所（おおずもうれいわ5ねん3がつばしょ）は、2023年（令和5年）3月12日から3月26日までの15日間、日本の大阪府大阪市浪速区のエディオンアリーナ大阪（大阪府立体育会館）で開催された大相撲本場所である。

## 概要
3月場所に関する時系列

## 番付・星取表
※赤文字は優勝力士の成績。

### 幕内
| 東方                   | 東方      | 東方     | 番付     | 西方     | 西方      | 西方   |
| 備考                   | 成績      | 力士名   | 番付     | 力士名   | 成績      | 備考   |
| ---------------------- | --------- | -------- | -------- | -------- | --------- | ------ |
|                        | 全休      | 照ノ富士 | 横綱大関 |          |           |        |
|                        |           |          | 大関     | 貴景勝   | 3勝4敗8休 |        |
|                        | 7勝7敗1休 | 若隆景   | 関脇     | 豊昇龍   | 10勝5敗   |        |
| 新関脇 技能賞          | 12勝3敗   | 霧馬山   | 関脇     |          |           |        |
|                        | 11勝4敗   | 若元春   | 小結     | 琴ノ若   | 9勝6敗    |        |
| 再小結 優勝同点 技能賞 | 12勝3敗   | 大栄翔   | 小結     | 翔猿     | 6勝9敗    | 再小結 |
|                        | 3勝12敗   | 玉鷲     | 前頭1    | 正代     | 10勝5敗   |        |
|                        | 9勝6敗    | 阿炎     | 前頭2    | 竜電     | 2勝13敗   |        |
|                        | 4勝11敗   | 御嶽海   | 前頭3    | 錦木     | 6勝9敗    |        |
|                        | 4勝5敗6休 | 阿武咲   | 前頭4    | 明生     | 5勝10敗   |        |
|                        | 6勝9敗    | 琴勝峰   | 前頭5    | 翠富士   | 10勝5敗   |        |
|                        | 9勝6敗    | 遠藤     | 前頭6    | 佐田の海 | 6勝9敗    |        |
|                        | 7勝8敗    | 北勝富士 | 前頭7    | 髙安     | 10勝5敗   |        |
|                        | 4勝11敗   | 一山本   | 前頭8    | 宇良     | 9勝6敗    |        |
|                        | 6勝9敗    | 碧山     | 前頭9    | 平戸海   | 7勝8敗    |        |
|                        | 5勝10敗   | 妙義龍   | 前頭10   | 錦富士   | 10勝5敗   |        |
|                        | 4勝11敗   | 東龍     | 前頭11   | 隆の勝   | 8勝7敗    |        |
|                        | 5勝10敗   | 輝       | 前頭12   | 宝富士   | 8勝7敗    |        |
| 再入幕                 | 8勝7敗    | 大翔鵬   | 前頭13   | 琴恵光   | 8勝7敗    |        |
| 新入幕 敢闘賞          | 11勝4敗   | 金峰山   | 前頭14   | 武将山   | 5勝10敗   | 新入幕 |
| 新入幕                 | 9勝6敗    | 北青鵬   | 前頭15   | 王鵬     | 7勝8敗    |        |
|                        | 9勝6敗    | 千代翔馬 | 前頭16   | 剣翔     | 8勝7敗    |        |
|                        | 8勝7敗    | 水戸龍   | 前頭17   |          |           |        |

### 十両
| 東方   | 東方    | 東方     | 番付   | 西方     | 西方    | 西方   |
| 備考   | 成績    | 力士名   | 番付   | 力士名   | 成績    | 備考   |
| ------ | ------- | -------- | ------ | -------- | ------- | ------ |
|        | 13勝2敗 | 朝乃山   | 十両1  | 東白龍   | 7勝8敗  |        |
|        | 3勝12敗 | 千代の国 | 十両2  | 栃ノ心   | 5勝10敗 |        |
|        | 14勝1敗 | 逸ノ城   | 十両3  | 湘南乃海 | 9勝6敗  |        |
|        | 4勝11敗 | 千代丸   | 十両4  | 欧勝馬   | 8勝7敗  |        |
|        | 8勝7敗  | 狼雅     | 十両5  | 炎鵬     | 9勝6敗  |        |
|        | 11勝4敗 | 豪ノ山   | 十両6  | 大奄美   | 6勝9敗  |        |
|        | 8勝7敗  | 天空海   | 十両7  | 島津海   | 8勝7敗  |        |
|        | 6勝9敗  | 英乃海   | 十両8  | 熱海富士 | 8勝7敗  |        |
|        | 4勝11敗 | 對馬洋   | 十両9  | 白鷹山   | 9勝6敗  |        |
|        | 4勝11敗 | 荒篤山   | 十両10 | 美ノ海   | 9勝6敗  |        |
|        | 5勝10敗 | 志摩ノ海 | 十両11 | 北の若   | 8勝7敗  |        |
|        | 4勝11敗 | 栃武蔵   | 十両12 | 貴健斗   | 10勝5敗 |        |
| 新十両 | 8勝7敗  | 玉正鳳   | 十両13 | 友風     | 8勝7敗  | 再十両 |
| 再十両 | 4勝11敗 | 德勝龍   | 十両14 | 落合     | 10勝5敗 | 新十両 |

## 優勝争い
優勝争いは、平幕の翠富士が初日から10連勝を記録。10日目終了後時点で全勝の翠富士を2敗で小結の大栄翔と琴ノ若、平幕・遠藤の3名が追う展開となった。
　11日目には、翠富士が若元春に敗れ、連勝がストップ。大栄翔は勝つが、琴ノ若は北勝富士に土俵際の逆転で敗れ、さらに遠藤は豊昇龍に敗れ、後退した。
　12日目に、翠富士は若隆景に敗れ、2敗に後退。この時点で、大栄翔と翠富士が2敗で優勝争いのトップに立ち、それを3敗で関脇・霧馬山、小結・若元春、琴ノ若が追う展開に変わった。
　13日目、翠富士は豊昇龍の下手投げに屈し、3敗に。琴ノ若は取り直しの末、若隆景に敗れ、4敗。大栄翔、霧馬山、若元春の3名は勝利し、星を伸ばした。
　14日目、大栄翔と翠富士の直接対決が組まれ、大栄翔が圧倒。翠富士は終盤の4連敗で優勝争いから脱落した。
霧馬山は若隆景の休場により、3敗をキープ。若元春は豊昇龍の上手投げに敗れ、4敗に後退した。これにより、優勝争いは2敗の大栄翔と3敗の霧馬山の2人に絞られ、千秋楽結びの一番にゆだねられることとなった。
　千秋楽。本割は大栄翔が霧馬山を土俵際まで攻め込むも、土俵際の突き落としにより、霧馬山が逆転。優勝決定戦に持ち込まれることとなった。
　優勝決定戦においても、本割と同様、大栄翔が霧馬山を押し込むも、霧馬山が土俵際で突き落としを決める相撲となった。
こちらは物言いがつくも、軍配通り、霧馬山の勝利となり、12勝3敗で霧馬山が初優勝を決めた。

## 備考
幕内
- 令和5年1月場所に大関から関脇に陥落した正代直也が6勝9敗と負け越して大関特例復帰がなくなり、大関への新規昇進力士もいないため、横綱・照ノ富士春雄が1月場所に引き続き横綱大関として番付上で大関を兼ねることとなった。
- 場所前には優勝による横綱昇進が期待された貴景勝は、6日目で3敗を喫した段階で横綱昇進の可能性がほぼ消滅し、翌7日目から休場。昭和以降で初めて横綱と大関全員が不在[2]。
- 霧馬山が初優勝。新関脇では史上4人目[3]。
- 三賞は殊勲賞は受賞者なし[4]。敢闘賞は新入幕で11勝まで星を伸ばした金峰山が受賞[4]。また翠富士が千秋楽の勝利を条件に受賞対象となったが、正代に敗れ、受賞を逃すこととなった[5]。技能賞は優勝を争った大栄翔と霧馬山が受賞[5]。
- 優勝決定戦で、物言いがつくのは、平成11年初場所の若乃花対千代大海以来のことで史上3回目のことである。

十両
- 十両の番付で幕内最高優勝経験者が同時に4人、元大関が同時に2人載るのはいずれも史上初のことである[6]。